# Myonycteris torquata
Myonycteris torquata је врста слепог миша из породице великих љиљака (Pteropodidae).

## Распрострањење
Врста има станиште у Анголи, Габону, Гани, ДР Конгу, Екваторијалној Гвинеји, Камеруну, Либерији, Нигерији, Обали Слоноваче, Републици Конго, Руанди, Сијера Леонеу, Тогу, Уганди и Централноафричкој Републици.

## Станиште
Врста Myonycteris torquata има станиште на копну.

## Угроженост
Ова врста није угрожена, и наведена је као последња брига јер има широко распрострањење.

### Популациони тренд
Популација ове врсте је стабилна, судећи по доступним подацима.